# Danh sách đội hình tham dự giải vô địch bóng đá thế giới các câu lạc bộ 2018
Mỗi đội tại Giải vô địch bóng đá thế giới các câu lạc bộ 2018 phải đăng ký 23 cầu thủ (3 trong số đó là thủ môn). FIFA đã công bố các đội hình vào ngày 6 tháng 12 năm 2018.

## Al Ain
Huấn luyện viên:  Zoran Mamić
Ghi chú: Quốc kỳ chỉ đội tuyển quốc gia được xác định rõ trong điều lệ tư cách FIFA. Các cầu thủ có thể giữ hơn một quốc tịch ngoài FIFA.
| Số | VT | Quốc gia                             | Cầu thủ             |
| -- | -- | ------------------------------------ | ------------------- |
| 1  | TM | Các Tiểu vương quốc Ả Rập Thống nhất | Mohammed Busanda    |
| 3  | TV | Mali                                 | Tongo Doumbia       |
| 5  | HV | Các Tiểu vương quốc Ả Rập Thống nhất | Mohamed Ismail      |
| 6  | TV | Các Tiểu vương quốc Ả Rập Thống nhất | Amer Abdulrahman    |
| 7  | TV | Brasil                               | Caio                |
| 9  | TĐ | Thụy Điển                            | Marcus Berg         |
| 11 | TV | Các Tiểu vương quốc Ả Rập Thống nhất | Bandar Al-Ahbabi    |
| 12 | TM | Các Tiểu vương quốc Ả Rập Thống nhất | Hamad Al-Mansouri   |
| 13 | TV | Các Tiểu vương quốc Ả Rập Thống nhất | Ahmed Barman        |
| 14 | HV | Các Tiểu vương quốc Ả Rập Thống nhất | Mohammed Fayez      |
| 16 | TV | Các Tiểu vương quốc Ả Rập Thống nhất | Mohamed Abdulrahman |

| Số | VT | Quốc gia                             | Cầu thủ           |
| -- | -- | ------------------------------------ | ----------------- |
| 17 | TM | Các Tiểu vương quốc Ả Rập Thống nhất | Khalid Eisa       |
| 18 | TV | Các Tiểu vương quốc Ả Rập Thống nhất | Ibrahim Diaky     |
| 19 | HV | Các Tiểu vương quốc Ả Rập Thống nhất | Mohanad Salem     |
| 23 | HV | Các Tiểu vương quốc Ả Rập Thống nhất | Mohamed Ahmed     |
| 28 | TV | Các Tiểu vương quốc Ả Rập Thống nhất | Sulaiman Nasser   |
| 30 | TV | Các Tiểu vương quốc Ả Rập Thống nhất | Mohammed Khalfan  |
| 33 | TV | Nhật Bản                             | Tsukasa Shiotani  |
| 43 | TV | Các Tiểu vương quốc Ả Rập Thống nhất | Rayan Yaslam      |
| 44 | HV | Các Tiểu vương quốc Ả Rập Thống nhất | Saeed Jumaa       |
| 74 | TV | Ai Cập                               | Hussein El Shahat |
| 88 | TV | Ai Cập                               | Yahya Nader       |
| 99 | TĐ | Các Tiểu vương quốc Ả Rập Thống nhất | Jamal Ibrahim     |

## CD Guadalajara
Huấn luyện viên:  José Cardozo
Ghi chú: Quốc kỳ chỉ đội tuyển quốc gia được xác định rõ trong điều lệ tư cách FIFA. Các cầu thủ có thể giữ hơn một quốc tịch ngoài FIFA.
| Số | VT | Quốc gia | Cầu thủ               |
| -- | -- | -------- | --------------------- |
| 1  | TM | México   | Raúl Gudiño           |
| 2  | HV | México   | Josecarlos Van Rankin |
| 3  | HV | México   | Carlos Salcido        |
| 4  | HV | México   | Jair Pereira          |
| 5  | HV | México   | Hedgardo Marín        |
| 6  | HV | México   | Edwin Hernández       |
| 7  | TV | México   | Orbelín Pineda        |
| 9  | TĐ | México   | Alan Pulido           |
| 10 | TV | México   | Javier Eduardo López  |
| 11 | TV | México   | Isaác Brizuela        |
| 13 | TV | México   | Walter Sandoval       |

| Số | VT | Quốc gia | Cầu thủ               |
| -- | -- | -------- | --------------------- |
| 14 | TV | México   | Ángel Zaldívar        |
| 16 | HV | México   | Miguel Ángel Ponce    |
| 17 | HV | México   | Jesús Sánchez García  |
| 23 | TĐ | México   | José de Jesús Godínez |
| 25 | TV | México   | Michael Pérez Ortiz   |
| 28 | HV | México   | Juan Miguel Basulto   |
| 29 | TV | México   | Alejandro Zendejas    |
| 31 | TV | México   | Alan Cervantes        |
| 34 | TM | México   | Miguel Jiménez Ponce  |
| 35 | TM | México   | Antonio Torres        |
| 36 | TV | México   | Fernando Beltrán      |
| 37 | TĐ | México   | César Huerta          |

## Espérance Sportive de Tunis
Huấn luyện viên:  Moïne Chaâbani
Ghi chú: Quốc kỳ chỉ đội tuyển quốc gia được xác định rõ trong điều lệ tư cách FIFA. Các cầu thủ có thể giữ hơn một quốc tịch ngoài FIFA.
| Số | VT | Quốc gia | Cầu thủ              |
| -- | -- | -------- | -------------------- |
| 1  | TM | Tunisia  | Moez Ben Cherifia    |
| 2  | HV | Tunisia  | Ali Machani          |
| 3  | HV | Tunisia  | Aymen Mahmoud        |
| 5  | HV | Tunisia  | Chamseddine Dhaouadi |
| 7  | TĐ | Tunisia  | Adam Rejaibi         |
| 8  | TV | Tunisia  | Anice Badri          |
| 9  | TĐ | Tunisia  | Bilel Mejri          |
| 10 | TĐ | Algérie  | Youcef Belaïli       |
| 12 | HV | Tunisia  | Khalil Chemmam       |
| 13 | TV | Tunisia  | Ali Ben Romdhane     |
| 14 | TĐ | Tunisia  | Haythem Jouini       |

| Số | VT | Quốc gia    | Cầu thủ               |
| -- | -- | ----------- | --------------------- |
| 15 | TV | Bờ Biển Ngà | Fousseny Coulibaly    |
| 18 | TV | Tunisia     | Saad Bguir            |
| 19 | TM | Tunisia     | Rami Jridi            |
| 20 | TV | Tunisia     | Ayman Ben Mohamed     |
| 22 | HV | Tunisia     | Sameh Derbali         |
| 23 | TM | Tunisia     | Ali Jemal             |
| 24 | HV | Tunisia     | Iheb Mbarki           |
| 25 | TV | Tunisia     | Ghailene Chaalali     |
| 26 | HV | Tunisia     | Houcine Rabii         |
| 28 | TV | Tunisia     | Mohamed Amine Meskini |
| 29 | TĐ | Tunisia     | Mohamed Larbi         |
| 30 | TV | Cameroon    | Franck Kom            |

## Kashima Antlers
Huấn luyện viên:  Go Oiwa
Ghi chú: Quốc kỳ chỉ đội tuyển quốc gia được xác định rõ trong điều lệ tư cách FIFA. Các cầu thủ có thể giữ hơn một quốc tịch ngoài FIFA.
| Số | VT | Quốc gia | Cầu thủ          |
| -- | -- | -------- | ---------------- |
| 1  | TM | Hàn Quốc | Kwoun Sun-tae    |
| 2  | HV | Nhật Bản | Atsuto Uchida    |
| 3  | HV | Nhật Bản | Gen Shoji        |
| 4  | TV | Brasil   | Léo Silva        |
| 6  | TV | Nhật Bản | Ryota Nagaki     |
| 8  | TV | Nhật Bản | Shoma Doi        |
| 11 | TV | Brasil   | Leandro          |
| 14 | TĐ | Nhật Bản | Takeshi Kanamori |
| 16 | HV | Nhật Bản | Shuto Yamamoto   |
| 18 | TV | Brasil   | Serginho         |
| 19 | TĐ | Nhật Bản | Kazuma Yamaguchi |

| Số | VT | Quốc gia | Cầu thủ             |
| -- | -- | -------- | ------------------- |
| 21 | TM | Nhật Bản | Hitoshi Sogahata    |
| 22 | HV | Nhật Bản | Daigo Nishi         |
| 25 | TV | Nhật Bản | Yasushi Endo        |
| 26 | TV | Nhật Bản | Kazune Kubota       |
| 28 | HV | Nhật Bản | Koki Machida        |
| 29 | TM | Nhật Bản | Shinichiro Kawamata |
| 30 | TĐ | Nhật Bản | Hiroki Abe          |
| 32 | HV | Nhật Bản | Koki Anzai          |
| 35 | HV | Hàn Quốc | Jung Seung-hyun     |
| 36 | TV | Nhật Bản | Tanaka Toshiya      |
| 39 | HV | Nhật Bản | Tomoya Inukai       |
| 40 | TV | Nhật Bản | Mitsuo Ogasawara    |

## Real Madrid
Huấn luyện viên:  Santiago Solari
Ghi chú: Quốc kỳ chỉ đội tuyển quốc gia được xác định rõ trong điều lệ tư cách FIFA. Các cầu thủ có thể giữ hơn một quốc tịch ngoài FIFA.
| Số | VT | Quốc gia          | Cầu thủ          |
| -- | -- | ----------------- | ---------------- |
| 1  | TM | Costa Rica        | Keylor Navas     |
| 2  | HV | Tây Ban Nha       | Dani Carvajal    |
| 4  | HV | Tây Ban Nha       | Sergio Ramos (c) |
| 5  | HV | Pháp              | Raphaël Varane   |
| 6  | HV | Tây Ban Nha       | Nacho            |
| 7  | TĐ | Cộng hòa Dominica | Mariano          |
| 8  | TV | Đức               | Toni Kroos       |
| 9  | TĐ | Pháp              | Karim Benzema    |
| 10 | TV | Croatia           | Luka Modrić      |
| 11 | TĐ | Wales             | Gareth Bale      |
| 12 | HV | Brasil            | Marcelo          |

| Số | VT | Quốc gia    | Cầu thủ           |
| -- | -- | ----------- | ----------------- |
| 13 | TM | Tây Ban Nha | Kiko Casilla      |
| 14 | TV | Brasil      | Casemiro          |
| 15 | TV | Uruguay     | Federico Valverde |
| 17 | TĐ | Tây Ban Nha | Lucas Vázquez     |
| 18 | TV | Tây Ban Nha | Marcos Llorente   |
| 19 | HV | Tây Ban Nha | Álvaro Odriozola  |
| 20 | TV | Tây Ban Nha | Marco Asensio     |
| 22 | TV | Tây Ban Nha | Isco              |
| 23 | HV | Tây Ban Nha | Sergio Reguilón   |
| 24 | TV | Tây Ban Nha | Dani Ceballos     |
| 25 | TM | Bỉ          | Thibaut Courtois  |
| 28 | TĐ | Brasil      | Vinícius Júnior   |

## River Plate
Huấn luyện viên:  Marcelo Gallardo
Ghi chú: Quốc kỳ chỉ đội tuyển quốc gia được xác định rõ trong điều lệ tư cách FIFA. Các cầu thủ có thể giữ hơn một quốc tịch ngoài FIFA.
| Số | VT | Quốc gia  | Cầu thủ                |
| -- | -- | --------- | ---------------------- |
| 1  | TM | Argentina | Franco Armani          |
| 2  | HV | Argentina | Jonatan Maidana        |
| 4  | HV | Paraguay  | Jorge Moreira          |
| 5  | TV | Argentina | Bruno Zuculini         |
| 7  | TĐ | Uruguay   | Rodrigo Mora           |
| 8  | TV | Colombia  | Juan Fernando Quintero |
| 9  | TĐ | Argentina | Julián Álvarez         |
| 10 | TV | Argentina | Gonzalo Martínez       |
| 11 | TV | Uruguay   | Nicolás De La Cruz     |
| 14 | TM | Argentina | Germán Lux             |
| 15 | TV | Argentina | Exequiel Palacios      |

| Số | VT | Quốc gia  | Cầu thủ               |
| -- | -- | --------- | --------------------- |
| 18 | TV | Uruguay   | Camilo Mayada         |
| 19 | TĐ | Colombia  | Rafael Santos Borré   |
| 20 | HV | Argentina | Milton Casco          |
| 22 | HV | Argentina | Javier Pinola         |
| 23 | TV | Argentina | Leonardo Ponzio       |
| 24 | TV | Argentina | Enzo Pérez            |
| 25 | TM | Argentina | Enrique Bologna       |
| 26 | TV | Argentina | Ignacio Fernández     |
| 27 | TĐ | Argentina | Lucas Pratto          |
| 28 | HV | Argentina | Lucas Martínez Quarta |
| 29 | HV | Argentina | Gonzalo Montiel       |
| 32 | TĐ | Argentina | Ignacio Scocco        |

## Team Wellington
Huấn luyện viên:  Jose Figueira
Ghi chú: Quốc kỳ chỉ đội tuyển quốc gia được xác định rõ trong điều lệ tư cách FIFA. Các cầu thủ có thể giữ hơn một quốc tịch ngoài FIFA.
| Số | VT | Quốc gia    | Cầu thủ               |
| -- | -- | ----------- | --------------------- |
| 1  | TM | New Zealand | Scott Basalaj         |
| 2  | HV | New Zealand | Justin Gulley         |
| 3  | HV | New Zealand | Scott Hilliar         |
| 4  | HV | New Zealand | Mario Ilich           |
| 5  | HV | New Zealand | Liam Wood             |
| 6  | HV | New Zealand | Taylor Schrijvers     |
| 7  | TV | Ireland     | Eric Molloy           |
| 8  | TV | New Zealand | Henry Cameron         |
| 9  | TĐ | New Zealand | Tom Jackson           |
| 10 | TĐ | New Zealand | Nathanael Hailemariam |
| 11 | TV | Argentina   | Mario Barcia          |

| Số | VT | Quốc gia         | Cầu thủ             |
| -- | -- | ---------------- | ------------------- |
| 12 | TV | New Zealand      | Andy Bevin          |
| 14 | TV | New Zealand      | Jack-Henry Sinclair |
| 15 | HV | Quần đảo Solomon | Michael Boso        |
| 16 | TĐ | New Zealand      | Angus Kilkolly      |
| 17 | HV | New Zealand      | Alex Palezevic      |
| 18 | TV | New Zealand      | Aaron Clapham       |
| 19 | TĐ | Anh              | Ross Allen          |
| 20 | TV | New Zealand      | Tiahn Manuel        |
| 21 | TĐ | New Zealand      | Hamish Watson       |
| 22 | TM | New Zealand      | Marcel Kampman      |
| 23 | TM | New Zealand      | Charlie Morris      |
| 24 | TĐ | Martinique       | Steven Lecefel      |